# Hypospila
Hypospila — рід грибів. Назва вперше опублікована 1825 року.